# SN 2002W
SN 2002W – supernowa odkryta 9 stycznia 2002 roku w galaktyce A084754+4413. W momencie odkrycia miała maksymalną jasność 24,00m.